# Strychnos parviflora
Strychnos parviflora är en tvåhjärtbladig växtart som beskrevs av Richard Spruce och George Bentham. Strychnos parviflora ingår i släktet Strychnos och familjen Loganiaceae. Inga underarter finns listade i Catalogue of Life.